# Les Hommes de l'ombre (film)
Pour les articles homonymes, voir Les Hommes de l'ombre.
Pour plus de détails, voir Fiche technique et Distribution.
Les Hommes de l'ombre (Mulholland Falls) est un film américain réalisé par Lee Tamahori, sorti en 1996.

## Synopsis
À Los Angeles, au début des années 1950, une unité spéciale de la police est créée pour lutter contre la criminalité. Quatre hommes la composent et doivent enquêter sur le meurtre d'Allison Pond. Ils découvrent que la jeune femme avait une liaison avec le général Thomas Timms, dirigeant de la commission de l'énergie atomique des États-Unis.

## Fiche technique
- Titre : Les Hommes de l'ombre
- Titre original : Mulholland Falls
- Titre québécois : Les chutes de Mulholland
- Réalisation : Lee Tamahori
- Scénario : Pete Dexter, d'après une histoire de Floyd Mutrux, Pete Dexter
- Directeur artistique : Gregory Bolton
- Décors : Richard Sylbert
- Costume : Ellen Mirojnick
- Photographie : Haskell Wexler
- Montage : Sally Menke
- Musique : Dave Grusin
- Production : Lili Fini Zanuck, Richard D. Zanuck, Mario Iscovich (délégué)
- Distribution : États-Unis :  MGM
- Tournage : du 5 avril 1995 au 24 juin 1995
- Pays d'origine :  États-Unis
- Langue : anglais
- Format : Technicolor • 1.85 : 1 • 35mm
- Genre : Film dramatique, Film policier, Thriller
- Durée : 107 minutes
- Dates de sortie : 
  -  États-Unis : 23 avril 1996 (première à Los Angeles) / 26 avril 1996 (sortie nationale)
  -  France : 4 septembre 1996

## Distribution
- Nick Nolte (VF : Jacques Frantz) : Max Hoover
- Melanie Griffith (VF : Dorothée Jemma) : Katherine Hoover
- Chazz Palminteri (VF : Antoine Tomé) : Elleroy Coolidge
- Michael Madsen (VF : Yves Beneyton) : Eddie Hall
- Chris Penn (VF : Jacques Bouanich) : Arthur Relyea
- Treat Williams (VF : Guy Chapelier) : le colonel Nathan Fitzgerald
- Jennifer Connelly (VF : Marjorie Frantz) : Allison Pond
- Daniel Baldwin (VF : Joël Zaffarano) : McCafferty
- Andrew McCarthy (VF : Guillaume Orsat) : Jimmy Fields
- John Malkovich (VF : François Dunoyer) : le général Thomas Timms
- Kyle Chandler (VF : Éric Missoffe) : le capitaine
- Ed Lauter : Earl
- Titus Welliver (VF : Jérôme Keen) : Kenny Kamins
- Melinda Clarke : la fille à la cigarette (caméo)
- Aaron Neville : le chanteur du Nite Spot (caméo)
- Buddy Joe Hooker : le pilote du DC-3 (caméo)
- Bruce Dern (VF : Hervé Caradec) : le chef du LAPD (caméo non crédité)
- Louise Fletcher : Esthe (caméo non créditée)
- Rob Lowe (VF : Gabriel Le Doze) : Hoodlum (caméo non crédité)
- William Petersen (VF : Patrice Baudrier) : Jack Flynn (caméo non crédité)

## Autour du film
- Le film a été présenté au Festival du cinéma américain de Deauville en septembre 1996.
- Pour son rôle de Katherine Hoover, Melanie Griffith a « reçu » le Razzie Award 1997 de la pire actrice dans un second rôle.
- Les Hommes de l'ombre est le premier film américain du Néo-Zélandais Lee Tamahori, rendu célèbre par le succès international de L'Âme des guerriers (1994).
- Malgré son casting, le film fut un échec aux États-Unis avec seulement 12 millions de dollars[1].
- Le film s'inspire d'une véritable brigade qui a été créée à Los Angeles et qui était surnommée la « Hat Squad » (« la brigade des chapeaux »). Ce groupe de policiers pouvait transgresser les lois afin de mener à bien leurs enquêtes. Voir le film Gangster Squad.
- Michael Madsen retrouvera plus tard le réalisateur Lee Tamahori en 2002 pour Meurs un autre jour, le 20e film de la saga James Bond.